# 거창 감악사지 승탑
거창 감악사지 승탑(居昌 紺岳寺址 僧塔)은 대한민국 경상남도 거창군 신원면 구사리에 있는 승탑이다.
1997년 1월 30일 경상남도의 유형문화재 제323호 거창 감악사지부도으로 지정되었다가, 2018년 12월 20일 현재의 명칭으로 변경되었다.

## 개요
부도란 승려의 시신을 화장한 후 그 유골이나 사리를 모셔두는 곳으로, 승려의 무덤을 상징한다. 구사리 마을에 자리하고 있는 이 부도는 원래 감안사의 옛 터에 있었으나, 건물이 들어서면서 1987년 이곳으로 옮겨졌다.
부도는 3단의 받침돌로 이루어진 기단(基壇) 위에 탑신(塔身)을 올린 모습이며, 각 부분이 8각을 이루고 있다. 기단은 아래받침돌의 옆면에 안상(眼象)을 얕게 새기고, 윗면에는 윗돌을 괴기위한 두터운 괴임을 두어 구름과 용 무늬를 새겨 놓았다. 가운데받침돌은 아무런 꾸밈을 두지 않았고, 윗받침돌은 밑면에 2단의 받침을 새긴 후 윗면에 연꽃무늬를 조각하여 둘렀다. 탑신의 지붕돌은 여덟 귀퉁이마다 꽃조각을 달아 돌출되게 장식하였다.
꼭대기의 머리장식이 없어지긴 하였으나 비교적 보존이 잘 되어 있는 작품으로, 고려시대의 것으로 추정된다.

## 참고 문헌
- 거창 감악사지 승탑 - 국가유산청 국가유산포털